# Dozjd

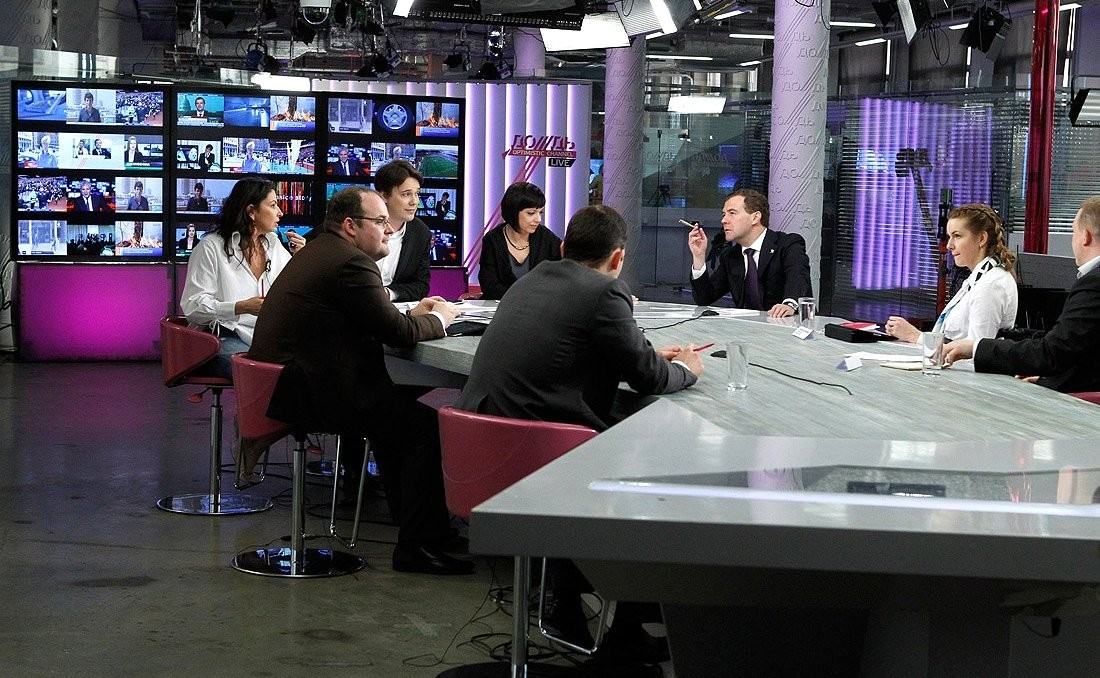
Dmitrij Medvedev intervjuas i Dozjds studio.

Dozjd (ryska: Дождь, regn) är Rysslands största oberoende tv-kanal. Den ägs av Natalija Sindejeva och fokuserar framförallt på nyheter, konserter, politik, kultur och dokumentärer.
Kanalen började sina sändningar i april 2010, ursprungligen enbart via internet. Den fick internationell uppmärksamhet under 2011 när de rapporterade från protesterna efter det ryska presidentvalet.
Inför årsdagen av belägringen av Leningrad i januari 2014 ställdes kanalen en fråga på sin hemsida om det hade varit bättre att ge upp staden till Nazityskland för att rädda människoliv. Detta ledde till att kanalen stänges ute från de stora kabeltv-bolagens utbud och kritiserades av den ryska regeringen.
Kanalen kan idag ses via nätet och finns även med i utbudet hos NTV Plus, Kontinent TV, Beeline TV och Tricolor TV. Den finansieras främst genom intäkter från reklam och nätabonnemang.

## Efter Rysslands invasion av Ukraina 2022
En vecka efter Rysslands invasion av Ukraina 2022 höll kanalen sin sista sändning, då man insåg att krigscensur skulle införas i Ryssland. I början av maj 2022 meddelade ägaren Natalia Sindejeva att man planerar att starta upp redaktioner på platser utomlands, där det nu finns större  grupper med ryssar i exil, och nämner Armenien, Georgien och Lettland som exempel.